# Cur Deus Homo

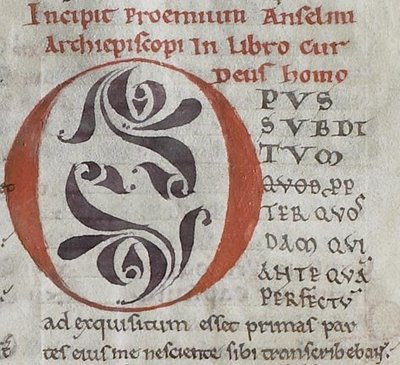
Manuscrito del comienzo del prólogo de Cur Deus Homo del siglo XII en el Palacio de Lambeth.

Cur Deus Homo (En latín: "¿Por qué Dios se hizo hombre?"), es un libro escrito por San Anselmo de Canterbury en el período  entre 1095 y 1098, cuando Anselmo ya era arzobispo de Canterbury. Esta obra es una respuesta a las solicitudes de Anselmo para discutir la Encarnación, donde su núcleo es un argumento puramente racional para la necesidad del misterio cristiano de la expiación. 
Anselmo dice que su razón para escribir el libro es: 

Muchas veces, tanto personalmente como por carta, me han pedido con mucha seriedad que entregue por escrito las pruebas de una determinada doctrina de nuestra fe, que estoy acostumbrado a dar a los investigadores; porque dicen que estas pruebas los satisfacen y se consideran suficientes. Esto lo piden, no en aras de alcanzar la fe por medio de la razón, sino que se alegran al comprender y meditar en aquellas cosas en las que creen; y que, en la medida de lo posible, pueden estar siempre listos para convencer a cualquiera que les exija una razón de esa esperanza que está en nosotros.

Anselmo argumenta que, debido a la caída de la humanidad desde entonces, la humanidad ha ofendido a Dios. La justicia divina exige la restitución del pecado, pero los seres humanos son incapaces de proporcionarlo, ya que todas las acciones de los hombres ya están obligadas a promover la gloria de Dios. La crucifixión de Jesús era necesaria para expiar el pecado de la humanidad y tuvo la finalidad de mostrar que Cristo es el salvador.

## Contenido

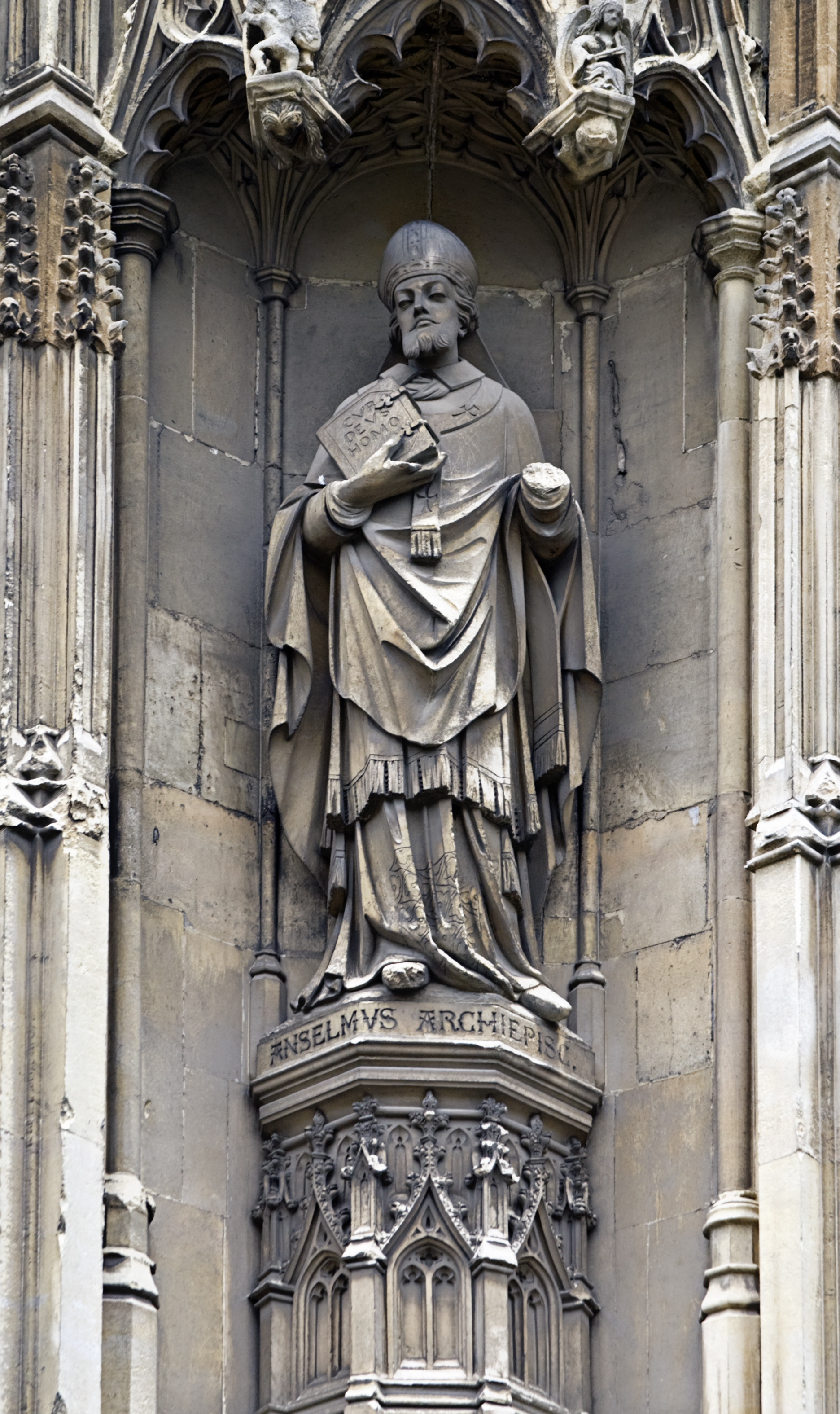
La estatua de San Anselmo fuera de la Catedral de Canterbury, sosteniendo una copia de Cur Deus Homo en su mano derecha.

En Cur Deus homo, la obra toma la forma de un diálogo entre Anselmo y su alumno Boso, quien da voz a las preguntas de los no creyentes y creyentes. Anselmo sostiene que Dios es justo, y por lo tanto debe castigar todo pecado.

¿Cómo se puede demostrar que sea justo y razonable el que Dios trate o permita tratar de esa manera a ese hombre a quien el Padre llamó su Hijo amado, en el que tiene todas sus complacencias y con el que el mismo Hijo se identificó? ¿Qué justicia puede ser la que consiste en entregar a la muerte a los pecadores al hombre más justo de todos? ¿Qué hombre habría que no fuese juzgado digno de condenación si, por librar a un malhechor condenase a un inocente? (...) Porque si no pudo salvar a los pecadores más que condenando un justo, ¿dónde está su omnipotencia? Y si pudo pero no quiso ¿cómo defenderemos su sabiduría y su justicia?

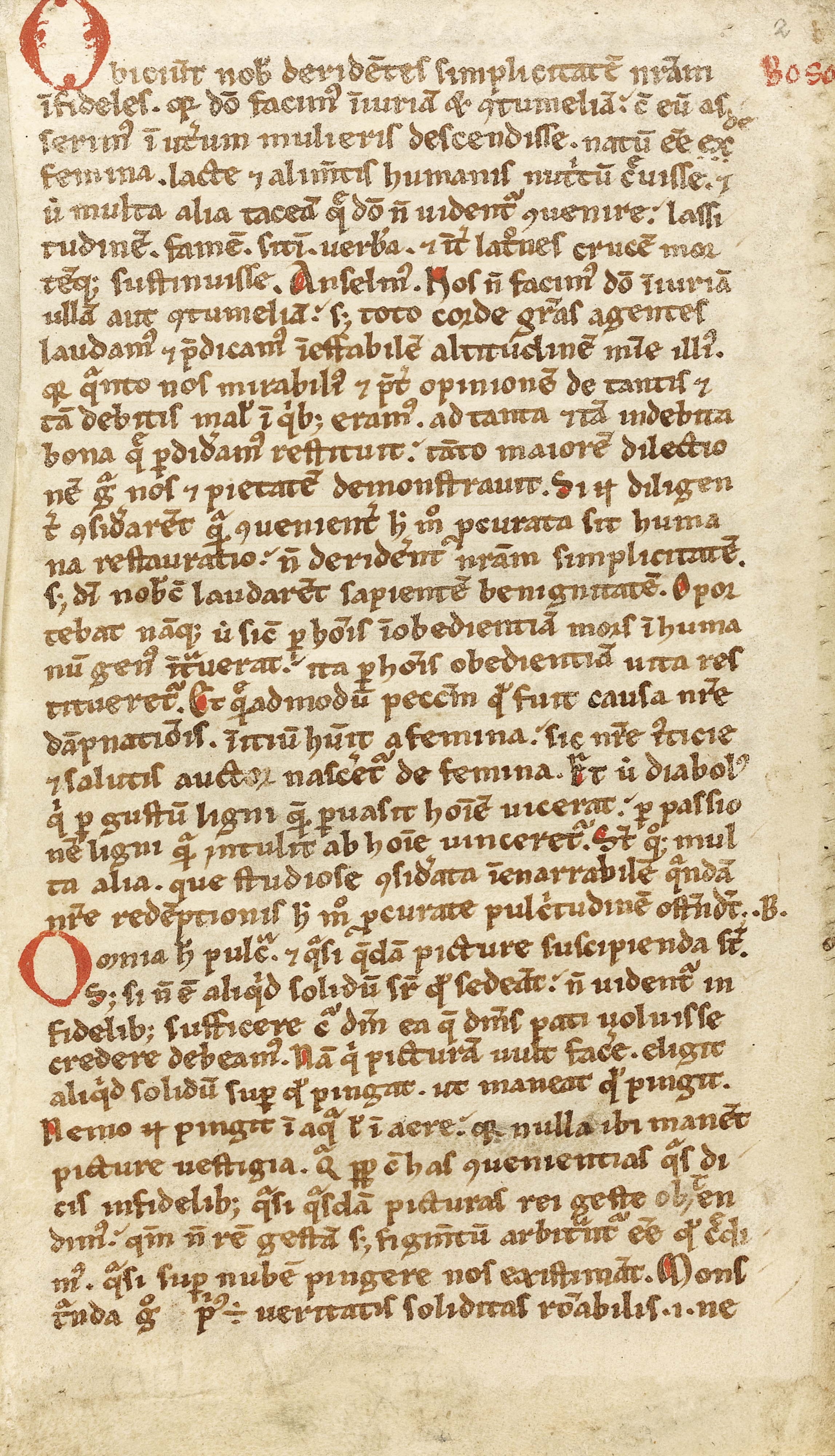
Manuscrito de Cur Deus Homo del siglo XII del norte de Francia.

Anselmo ve como un robo el deseo de Adán y Eva, y este es castigado con el infierno. Además, la justicia infinita de Dios exige una restitución infinita por el deterioro de su dignidad infinita. La enormidad del delito llevó a Anselmo a rechazar los actos personales de expiación, incluso la flagelación de Peter Damian, como inadecuados  y, en última instancia, vanidosos.  En cambio, la recompensa completa solo podía ser hecha por Dios, que su infinita misericordia lo inclina a proporcionar. Sin embargo, la expiación por la humanidad solo podía hacerse a través de la figura de Jesús, como un ser sin pecado, tanto divino como humano.

En cuanto a la misericordia de Dios, que parecía que iba a perecer cuando considerábamos la justicia de Dios y el pecado del hombre, la encontramos tan grande y tan conforme con la justicia, que no se puede pensar ni mayor ni más justa. Porque ¿qué puede pensarse de más misericordioso que a un pecador condenado a los tormentos eternos, y sin tener con qué redimirse, Dios Padre le diga: “Recibe a mi Unigénito y ofrécele por ti”, y el Hijo a su vez: “Tómame y redímete”? Esto viene a decirnos cuando nos llaman a la fe cristiana y nos traen a ella. ¿Y qué cosa más justa que perdone toda deuda aquél a quien se da un precio mayor que toda deuda, si se da con el afecto debido?

Anselmo de Canterbury sostiene que el heroísmo del autosacrificio de Cristo satisface la infinita ofensa del pecado, y así logra la redención de la humanidad. Esto da pie para a entender la expiación según Anselmo. La expiación es buscar querer lo que Dios quiere que queramos. Es aceptar recibir todo para gozar de Dios y ser feliz. El amar y elegir amar es la vida del hombre. El robo de Adán es la actitud contraria a la actitud de Cristo.
Esta interpretación es notable por permitir que la justicia y la misericordia divinas sean totalmente compatibles y ha ejercido una inmensa influencia sobre la doctrina de la Iglesia, suplantando en gran medida la teoría anterior desarrollada por Orígenes y Gregorio de Nisa que se había centrado principalmente en el poder de Satanás sobre el hombre caído.
Cur Deus Homo es a menudo considerado el mayor trabajo de Anselmo, pero la naturaleza legalista y amoral del argumento, junto con su descuido de los individuos que están siendo redimidos, ha sido criticado tanto en comparación con el tratamiento de Abelard y para su posterior desarrollo en la teología protestante.